# Bisdom Wa
Het bisdom Wa (Latijn: Dioecesis Vaensis) is een in Ghana gelegen rooms-katholiek diocees met zetel in Wa. 

## Geschiedenis
Het bisdom werd op 3 november 1956 door Paus Johannes XXIII opgericht. Het werd gevormd uit gebieden die door het bisdom Tamale werd afgestaan. Het is ondergeschikt aan het aartsbisdom Tamale als suffragaanbisdom.

## Bisschoppen van Wa
- Peter Poreku Dery, 1960–1974, later bisschop van Tamale (1974-1994) en kardinaal (2006-2008)
- Gregory Ebolawola Kpiebaya, 1974–1994 , later aartsbisschop van Tamale (1994-2009)
- Paul Bemile, 1994–2016
- Richard Baawobr M.Afr., 2016-2022, kardinaal (2022)

## Kerken
In Wa staat de Kathedraal van Sint-Andries. De liturgie is Engelstalig.